# Kokopelli (album)
Kokopelli è il secondo album in studio del gruppo musicale britannico Kosheen, pubblicato nel 2003.

## Tracce
1. Wasting My Time – 5:08
2. All in My Head (radio edit) – 4:06
3. Crawling – 3:53
4. Avalanche – 6:16
5. Blue Eyed Boy – 4:50
6. Suzy May – 5:31
7. Swamp – 3:37 (UK bonus track)
8. Wish – 5:10
9. Coming Home – 5:29
10. Ages – 5:48
11. Recovery – 5:39
12. Little Boy – 3:35